# Manihot stricta
Manihot stricta är en törelväxtart som beskrevs av Henri Ernest Baillon. Manihot stricta ingår i släktet Manihot och familjen törelväxter. Inga underarter finns listade i Catalogue of Life.